# Јужни Мармарош
Јужни Мармарош или Јужни Марамуреш, односно Румунски Мармарош или Румунски Марамуреш (рум. Maramureșul de Sud, укр. Південна Мармарощина, рус. Южный Мармарош) је једна од историјских покрајина Румуније у данашњем крајњем северозападном делу Румуније. Највећи град и историјско и културно средиште јужног Марамуреша је град Мармарош-Сигет.
Треба напоменути да појам историјске области Мармарош обухвата и југоисточну половину Закарпатске области у Украјини, док се само јужна половина Марамуреша налази у Румунији, где се обично она подразумева под овим именом.

## Порекло назива
Име Марамуреш је румунског порекла и значи велики „Велики Муреш”. Други, више мађарски назив за ову област је Сатмар по мађарском облику за град Сату Маре (Сатмар).

## Природни услови
Област румунског Марамуреша представља данас најудаљенији део румунске државе од престонице Букурешта. Марамуреш обухвата две велике долине (горње Тисе и средишњег Самоша). На југу и северу граница је природна у виду планина из Карпатског система, на истоку се налази клисура, која одваја ову област од Трансилваније, а на југозападу Самош одваја Марамуреш од Кришане. Северозападна граница је такође природна (плнинско било), али и државна према Украјини. Граница ка Мађарској је политичког порекла и настала је 1918. г.
Данас постоји и округ Марамуреш, који обухвата само источну половину румунског Марамуреша.

## Становништво
Већинско становништво румунског Марамуреша су Румуни (око 2/3), али постоји значајна мађарска мањина (око 25%), док Украјинци чине око 3%. Румуни су традиционално становници планинског и брдског дела Марамуреша ка истоку, а Мађари низијског, западног дела уз границу са матичном државом. Украјинска национална мањина живи на северу покрајине уз границу са Украјином. Поред њих овде у знатно мањем постотку живе и Немци и Роми.

## Управна подела и градови
Марамуреш обухвата неколико округа данашње Румуније:
- Марамуреш (једини цео округ)
- Сату Маре (северна половина округа)
- Салаж (веома мали северни део округа)

Данас највећи градови Марамуреша су Баја Маре и Сату Маре. Са друге стране, трећи град по величини и знатно мањи од њих, Сигет Мармаћеј, сматра се историјским и културним средиштем Марамуреша.

## Галерија
- православна црква из дрва
- планине у Марамурешу (источни Карпати)
- народни парк Родна
- манастир Барсана
- гробље у Сапанчи
- фолклорни музеј Марамуеша